# Tentative de coup d'État en Haïti en juillet 1958
 (février 2025).
Si vous disposez d'ouvrages ou d'articles de référence ou si vous connaissez des sites web de qualité traitant du thème abordé ici, merci de compléter l'article en donnant les références utiles à sa vérifiabilité et en les liant à la section « Notes et références ».
 (juillet 2024).
La mise en forme du texte ne suit pas les recommandations de Wikipédia : il faut le « wikifier ».
Les points d'amélioration suivants sont les cas les plus fréquents. Le détail des points à revoir est peut-être précisé sur la page de discussion.
- Les titres sont pré-formatés par le logiciel. Ils ne sont ni en capitales, ni en gras.
- Le texte ne doit pas être écrit en capitales (les noms de famille non plus), ni en gras, ni en italique, ni en « petit »…
- Le gras n'est utilisé que pour surligner le titre de l'article dans l'introduction, une seule fois.
- L'italique est rarement utilisé : mots en langue étrangère, titres d'œuvres, noms de bateaux, etc.
- Les citations ne sont pas en italique mais en corps de texte normal. Elles sont entourées par des guillemets français : « et ».
- Les listes à puces sont à éviter, des paragraphes rédigés étant largement préférés. Les tableaux sont à réserver à la présentation de données structurées (résultats, etc.).
- Les appels de note de bas de page (petits chiffres en exposant, introduits par l'outil «  Source ») sont à placer entre la fin de phrase et le point final[comme ça].
- Les liens internes (vers d'autres articles de Wikipédia) sont à choisir avec parcimonie. Créez des liens vers des articles approfondissant le sujet. Les termes génériques sans rapport avec le sujet sont à éviter, ainsi que les répétitions de liens vers un même terme.
- Les liens externes sont à placer uniquement dans une section « Liens externes », à la fin de l'article. Ces liens sont à choisir avec parcimonie suivant les règles définies. Si un lien sert de source à l'article, son insertion dans le texte est à faire par les notes de bas de page.
- La présentation des références doit suivre les conventions bibliographiques. Il est recommandé d'utiliser les modèles {{Ouvrage}}, {{Chapitre}}, {{Article}}, {{Lien web}} et/ou {{Bibliographie}}. Le mode d'édition visuel peut mettre en forme automatiquement les références.
- Insérer une infobox (cadre d'informations à droite) n'est pas obligatoire pour parachever la mise en page.

Pour une aide détaillée, merci de consulter Aide:Wikification.
Si vous pensez que ces points ont été résolus, vous pouvez retirer ce bandeau et améliorer la mise en forme d'un autre article.
Les 28 et 29 juillet 1958, Alix « Sonson » Pasquet, accompagné de deux autres officiers de l'armée haïtienne ainsi que de cinq mercenaires américains, entreprirent une tentative de renversement du président haïtien François Duvalier en s'emparant d'une caserne militaire à Port-au-Prince et en mobilisant les troupes en vue d'une attaque contre le palais présidentiel. Malheureusement, le soutien escompté ne se matérialisa pas et les huit insurgés furent abattus par les forces loyalistes de Duvalier.
Les articles de journaux contemporains ont parfois qualifié la tentative de coup d'État de « l'invasion de Pasquet » ou « l'invasion du shérif », en raison de l'implication de certains individus américains qui avaient auparavant exercé les fonctions d'adjoints du shérif.

## Arrière-plan
François "Papa Doc" Duvalier fut élu à la présidence d'Haïti en septembre 1957. Médecin de profession et ancien ministre de la Santé, il fut initialement perçu par nombre de ses compatriotes comme un réformateur populiste. Toutefois, il adopta rapidement un comportement caractéristique d'un autocrate. Les partis politiques concurrents furent interdits et les journaux indépendants fermés. Les métis mulâtres, qui constituaient une part significative de l'élite haïtienne et qui étaient souvent à l'origine de l'opposition à Duvalier, furent fréquemment soumis à des actes de harcèlement, d'arrestations ou forcés à l'exil.
Parmi les exilés figuraient trois anciens officiers de l'armée haïtienne : le capitaine Alix « Sonson » Pasquet, le lieutenant Phillipe « Fito » Dominique et le lieutenant Henri « Riquet » Perpignan. 
Pasquet fut un aviateur qui se distingua par son entraînement et son engagement au sein des Tuskegee Airmen lors des hostilités de la Seconde Guerre mondiale. Il provenait d'une famille mulâtre éminente et avait également acquis une renommée en tant que joueur étoile au sein de l'équipe nationale de football d'Haïti. Dominique et Perpignan, tous deux officiers de l'armée, partageaient également cette ascendance mulâtre. Notons que Dominique était lié à Pasquet par les liens du mariage, étant son beau-frère.
Depuis son exil à Miami, Floride, Pasquet a présidé à un mouvement politique visant à renverser Duvalier et à restaurer l'ordre social traditionnel en Haïti. Parallèlement, lui-même, Dominique et Perpignan ont entrepris les préparatifs d'une grève directe contre le gouvernement Duvalier. Bien que le gouvernement des États-Unis ait exprimé un soutien modéré en faveur de Duvalier, les exilés ont noué des liens amicaux avec cinq ressortissants américains prêts à les accompagner lors d'une mission en Haïti. Ces Américains – Arthur Payne, Dany Jones, Levant Kersten, Robert F. Hickey et Joe D. Walker – furent intrigués par la promesse d'une aventure potentiellement fructueuse. Un yacht, sous le commandement de Walker et nommé le Molly C, fut affrété pour les transporter jusqu'en Haïti. 
Le dessein de Pasquet consistait à débarquer à proximité de la capitale haïtienne, Port-au-Prince, afin de capturer les Casernes Dessalines, une garnison militaire adjacente au Palais National. À partir de là, il envisageait de convoquer d'anciens camarades présents dans les unités militaires où il avait précédemment servi. Sa connaissance approfondie de la région le convainquait qu'un nombre substantiel d'officiers et de soldats se rallieraient promptement à la cause opposée à celle de Duvalier. En exploitant le vaste arsenal d'armes et de munitions entreposé aux Casernes Dessalines, ils planifiaient ensuite de s'emparer du Palais ainsi que d'autres installations stratégiques.
Les huit envahisseurs parfaitement équipés ont quitté Miami à bord du navire Molly C aux environs du 25 juillet 1958. 

## La tentative de coup d'État
Dans l'après-midi du 28 juillet 1958, le yacht des insurgés atteignit les eaux au large de Montrouis, dans une région connue sous le nom de Déluge, à environ quarante-cinq milles au nord de Port-au-Prince. Trois Haïtiens, revêtus d'uniformes militaires, accompagnés de cinq Américains déguisés en simples touristes, entamèrent le transfert d'armes et de provisions depuis le navire Molly C vers une modeste cabane située sur la plage. Leurs actions furent observées par des paysans locaux qui, constatant la scène, alertèrent les autorités de l'état-major de la circonscription militaire de Saint-Marc.
Le soir même, un officier haïtien et trois soldats, dépêchés en jeep pour mener une enquête, devinrent la cible des rebelles embusqués ; l'un des soldats trouva la mort sur le champ tandis que les trois autres furent grièvement blessés, succombant ultérieurement à leurs blessures. Parmi les Américains présents, Arthur Payne, autrefois adjoint du shérif du comté de Miami-Dade, fut blessé à la jambe lors de cet incident. Profitant de la confusion, Pasquet et ses hommes s'emparèrent de la jeep abandonnée et entreprirent leur route en direction de Port-au-Prince,.  
Pendant leur trajet vers la capitale, les insurgés firent halte et réquisitionnèrent un Tap-tap, l'un de ces minuscules taxis aux couleurs éclatantes omniprésents en Haïti. Aux alentours de 22 heures, ils parvinrent à la caserne Dessalines, où Pasquet duperait les sentinelles en prétendant transporter des prisonniers. Cependant, peu de temps après leur arrivée, le Tap-tap et ses passagers attirèrent l'attention de la garnison, déclenchant ainsi des échanges de tirs. Trois soldats haïtiens trouvèrent la mort, et environ cinquante autres, pour la plupart endormis, furent placés sous surveillance. Les officiers, quant à eux, furent ligotés sur des chaises. 
Pasquet, ressentant une profonde déception à la constatation de l'absence d'enthousiasme parmi les soldats en faveur d'un soulèvement contre Duvalier, découvre que la plupart des armes habituellement entreposées aux Casernes Dessalines ont récemment été transférées au Palais National. Au lieu de lancer immédiatement une attaque contre le palais, il pénètre dans le bureau du commandant et entreprend de téléphoner à des camarades de l'armée. À sa consternation croissante, aucun d'eux ne montre le moindre intérêt à se rallier à sa cause. 
Les détonations des armes à feu et les communications téléphoniques de Pasquet avaient alerté Duvalier sur l'imminence de troubles à la caserne, bien qu'initialement il ne fût pas pleinement conscient de l'ampleur de la rébellion. En réponse, il avait commencé à préparer sa famille pour une évacuation vers l'ambassade du Libéria. Parvenant à entrer en communication avec le commandant de la caserne Dessalines, Duvalier parvint finalement à obtenir Pasquet. Cependant, ce dernier irrita Duvalier en lui demandant avec insistance de se rendre immédiatement. 
Dans une anecdote dont l'authenticité demeure incertaine mais qui a été largement rapportée par la suite, l'un des conjurés (généralement identifié sous le nom de Perpignan) exprima un vif désir de savourer son tabac local favori. Il remit de l'argent à un soldat mulâtre, l'envoyant précipitamment dans un magasin voisin pour acheter un paquet de cigarettes nommées "Splendide". Ce militaire, prétendument le chauffeur personnel de Duvalier, se rendit immédiatement au Palais national, où il informa la Garde présidentielle que les rebelles n'étaient que huit, dont l'un était blessé. La réduction des effectifs des rebelles fut confirmée par d'autres soldats ayant réussi à s'échapper de la caserne. 
Pendant que Pasquet, dans un état d'urgence croissant, lançait des appels frénétiques à l'assistance, le président Duvalier revêtait avec empressement son uniforme militaire, son casque et sa ceinture de pistolet, s'apprêtant ainsi à mobiliser ses partisans. Simultanément, plusieurs officiers de l'armée avaient d'ores et déjà entrepris de boucler les Casernes Dessalines, disposant stratégiquement des mitrailleuses lourdes à des positions stratégiques autour de l'installation. 
Le 29 juillet, aux premières lueurs du jour, débuta la contre-offensive de l'armée haïtienne. Pasquet trouva la mort à la suite de l'explosion d'une grenade, alors qu'il utilisait encore son téléphone dans le bureau du commandant. Perpignan fut abattu alors qu'il tentait de s'échapper par l'arrière du bâtiment. L'Américain blessé, Arthur Payne, aurait prétendu être un journaliste américain avant d'être exécuté, tandis que Levant Kersten aurait momentanément réussi à se confondre dans la masse croissante des civils avant d'être repéré et tué. Dominique et le capitaine tatoué du Molly C, Joe Walker, furent retrouvés mortellement atteints de balles dans la caserne. Les huit rebelles trouvèrent également la mort au cours de ces événements. 

## Conséquences
Pasquet et ses hommes avaient sous-estimé l'humeur du public haïtien ainsi que celle de l'armée. Alors que les inclinations autoritaires de Duvalier s'affirmaient de manière de plus en plus patente, il demeurait perçu, après une longue période d'instabilité politique, comme une force garante de la stabilité et de l'unité nationale. Les cadavres de certains insurgés furent traînés à travers les artères de Port-au-Prince sous les vivats de la foule, et Duvalier, revêtu de son uniforme, fut immortalisé par la presse haïtienne en tant que meneur de la contre-offensive contre les insurgés, recevant ainsi les hommages médiatiques.
La tentative de coup d'État menée par Pasquet marqua le début d'une série conséquente d'entreprises hostiles à l'autorité du gouvernement de Duvalier. Cette séquence d'événements engendra une intensification notable de l'appréhension de Duvalier à l'égard de toute forme de dissidence, ce qui le conduisit à concevoir une force paramilitaire et une police secrète, dévouées exclusivement à sa cause – les Volontaires de la Sécurité Nationale, communément connus sous le sinistre nom de "Tontons Macoutes". Ce corps d'élite, fidèle à Duvalier, devait régner en maître sur Haïti pendant de longues décennies, instaurant ainsi un climat de terreur durable. 
Après la période du règne des Duvalier, Alix Pasquet, surnommé familièrement "Sonson", s'est élevé au statut d'une figure à la fois controversée et courageuse en Haïti. En 1973, son fils du même nom, Alix Pasquet, contracta mariage et eut deux enfants avec Michèle Bennett. Cette dernière épousa par la suite le fils de François Duvalier, Jean-Claude "Baby Doc" Duvalier, établissant ainsi une relation de demi-frères et sœurs entre les enfants de "Sonson" et ceux de "Papa Doc".